# Admire
Admire – miasto w Stanach Zjednoczonych, w stanie Kansas, w hrabstwie Lyon.